# Nemanja Nikolić (ur. 1987)
Nemanja Nikolić (cyr. Немања Николић, węg. Nikolics Nemanja; ur. 31 grudnia 1987 w Sencie) – węgierski piłkarz pochodzenia serbskiego, w latach 2006–2023 występujący na pozycji napastnika, w klubach węgierskich, polskich, amerykańskich i cypryjskich. W latach 2013–2021 reprezentant Węgier. Uczestnik Euro 2016 oraz Euro 2020.

## Kariera klubowa

### Występy na Węgrzech
Nikolić trafił na Węgry w 2006 i w tym kraju spędził większość swojej profesjonalnej kariery piłkarskiej. Karierę rozpoczynał w Barcsi SC i Kaposvölgye VSC. Na początku 2008 przeniósł się do Kaposvári Rákóczi. Strzelał dużo goli, co zwróciło uwagę mocniejszych klubów. Zimą 2010 przeniósł się do Videotonu. Z tym klubem dwukrotnie zdobywał mistrzostwo Węgier oraz Superpuchar Węgier, a także sięgnął po Puchar Ligi Węgierskiej. Po pięciu latach pobytu na Węgrzech w 2011 otrzymał tamtejsze obywatelstwo.

### Legia Warszawa
8 czerwca 2015 został piłkarzem Legii Warszawa, do której dołączył po wygaśnięciu kontraktu z Videotonem. W polskiej Ekstraklasie zadebiutował 19 lipca w wyjazdowym meczu ze Śląskiem Wrocław. Klub ze stolicy wygrał 4:1, a Nikolić strzelił dwie bramki. 18 października 2015, w wygranym 3:1 meczu z Cracovią, zdobył swojego pierwszego hat-tricka dla „Wojskowych”.
W sezonie 2015/2016 sięgnął z Legią po mistrzostwo i Puchar Polski, będąc jednocześnie najskuteczniejszym strzelcem obu rozgrywek - strzelając w nich odpowiednio 28 oraz 6 goli. W trakcie tamtego sezonu strzelił przynajmniej jedną bramkę każdemu z 15 zespołów grających przeciwko warszawskiej drużynie w Ekstraklasie. Po sezonie otrzymał nagrody dla najlepszego piłkarza oraz najlepszego napastnika Ekstraklasy.
W sezonie 2016/2017 strzelając 5 bramek w fazie kwalifikacyjnej znacząco przyczynił się do awansu Legii do fazy grupowej Ligi Mistrzów, w której zadebiutował 14 września 2016 w meczu z Borussią Dortmund (0:6). 22 listopada 2016 w rewanżowym spotkaniu z BVB, rozgrywanym w Dortmundzie, zdobył swoją pierwszą bramkę w tych rozgrywkach. Spotkanie zakończyło się porażką Legii 4:8 i przeszło do historii jako mecz, w którym padło najwięcej goli w historii Ligi Mistrzów. Ostatecznie Nikolić zagrał w 5 meczach fazy grupowej strzelając jednego gola, natomiast Legia zajęła 3. miejsce w grupie F (przed Sportingiem CP, za BVB i Realem Madryt) i awansowała do 1/8 finału Ligi Europy. W rozgrywkach krajowych strzelał rzadziej, niż w poprzednim sezonie – pierwsze dwie bramki zapisał na swoim koncie w meczu 7. kolejki z Ruchem.
Swój ostatni mecz w barwach Legii rozegrał 18 grudnia 2016 przeciwko Górnikowi Łęczna, w ramach 20. kolejki Ekstraklasy. Jego drużyna wygrała to spotkanie 5:0, a Nikolić zdobył trzy gole, po czym w 79. minucie został zmieniony i pożegnany przez kibiców owacją na stojąco. Z klubu odchodził jako lider klasyfikacji strzelców Ekstraklasy, gromadząc na półmetku sezonu 13 ligowych trafień. W Legii Warszawa rozegrał łącznie 86 meczów, w których zdobył 56 bramek i zanotował 10 asyst.

### Chicago Fire
20 grudnia 2016, za ok. 3 mln euro przeniósł się z Legii do Chicago Fire, podpisując z amerykańskim klubem trzyletni kontrakt, który wszedł w życie 1 stycznia 2017. W sezonie 2017 sięgnął po koronę króla strzelców Major League Soccer, strzelając 24 gole. Sezon 2018 zakończył jako najlepszy strzelec Fire, zajmując siódme miejsce w klasyfikacji strzelców w całej lidze, z 15 bramkami i 2 asystami.

### Późniejsza kariera
W lutym 2020 Nikolić opuścił Chicago Fire po wygaśnięciu kontraktu i wrócił do węgierskiego Fehérváru. 28 lutego 2021 strzelił swojego setnego ligowego gola dla Fehérváru w wygranym 2:0 wyjazdowym meczu z Zalaegerszeg TE FC. 20 lutego 2022 strzelił swojego 111. gola na poziomie Nemzeti Bajnokság I w meczu ligowym przeciwko Újpest FC, wyrównując klubowy rekord Józsefa Szaby. W sezonie 2022/2023 występował w AEK Larnaka, 13 czerwca 2023 ogłosił zakończenie kariery piłkarskiej.

## Kariera reprezentacyjna
11 października 2013 zadebiutował w reprezentacji Węgier w przegranym 1:8 meczu eliminacyjnym do Mistrzostw świata 2014 przeciwko Holandii. 15 października 2013 w meczu eliminacji MŚ 2014, z Andorą (6:0) zdobył swoje dwa pierwsze gole dla reprezentacji. 31 maja 2016 został powołany na Mistrzostwa Europy 2016. Na turnieju zagrał w dwóch meczach: zremisowanym 1:1 spotkaniu fazy grupowej z Islandią (asysta), a także w przegranym 0:4, meczu 1/8 finału z Belgią. Grał również na Euro 2020. Na turnieju zagrał w dwóch meczach wchodząc z ławki rezerwowych, w zremisowanym 1:1 meczu z Francją oraz w zremisowanym meczu z Niemcami 2:2.

## Statystyki

### Klubowe
(aktualne na dzień 16 marca 2019)
| Klub               | Sezon              | Liga                | Liga  | Liga   | Puchar kraju | Puchar kraju | Europa | Europa | Inne  | Inne   | Suma  | Suma   |
| Klub               | Sezon              | Liga                | Mecze | Bramki | Mecze        | Bramki       | Mecze  | Bramki | Mecze | Bramki | Mecze | Bramki |
| ------------------ | ------------------ | ------------------- | ----- | ------ | ------------ | ------------ | ------ | ------ | ----- | ------ | ----- | ------ |
| Kaposvári          | 2007/08            | Nemzeti Bajnokság I | 12    | 4      | –            | –            | –      | –      | –     | –      | 12    | 4      |
| Kaposvári          | 2008/09            | Nemzeti Bajnokság I | 22    | 16     | –            | –            | –      | –      | –     | –      | 22    | 16     |
| Kaposvári          | 2009/10            | Nemzeti Bajnokság I | 13    | 10     | 3            | 1            | –      | –      | –     | –      | 16    | 11     |
| Kaposvári          | Ogólnie            | Ogólnie             | 47    | 30     | 3            | 1            | 0      | 0      | 0     | 0      | 50    | 31     |
| Videoton           | 2009/10            | Nemzeti Bajnokság I | 15    | 8      | –            | –            | –      | –      | –     | –      | 15    | 8      |
| Videoton           | 2010/11            | Nemzeti Bajnokság I | 24    | 8      | 7            | 5            | 2      | 0      | –     | –      | 33    | 13     |
| Videoton           | 2011/12            | Nemzeti Bajnokság I | 30    | 19     | 6            | 4            | 1      | 0      | –     | –      | 37    | 23     |
| Videoton           | 2012/13            | Nemzeti Bajnokság I | 27    | 13     | 5            | 5            | 12     | 4      | –     | –      | 44    | 22     |
| Videoton           | 2013/14            | Nemzeti Bajnokság I | 28    | 18     | 1            | 0            | 2      | 0      | –     | –      | 31    | 18     |
| Videoton           | 2014/15            | Nemzeti Bajnokság I | 25    | 21     | 4            | 3            | –      | –      | –     | –      | 29    | 24     |
| Videoton           | Ogólnie            | Ogólnie             | 149   | 87     | 23           | 17           | 17     | 4      | 0     | 0      | 189   | 108    |
| Legia Warszawa     | 2015/16            | Ekstraklasa         | 37    | 28     | 7            | 6            | 10     | 2      | 1     | 0      | 55    | 36     |
| Legia Warszawa     | 2016/17            | Ekstraklasa         | 19    | 13     | 1            | 1            | 11     | 6      | –     | –      | 31    | 20     |
| Legia Warszawa     | Ogólnie            | Ogólnie             | 56    | 41     | 8            | 7            | 21     | 8      | 1     | 0      | 86    | 56     |
| Chicago Fire       | 2017               | Major League Soccer | 34    | 24     | 1            | 0            | –      | –      | 1     | 0      | 36    | 24     |
| Chicago Fire       | 2018               | Major League Soccer | 31    | 15     | 4            | 4            | –      | –      | –     | –      | 35    | 19     |
| Chicago Fire       | 2019               | Major League Soccer | 2     | 0      | 0            | 0            | –      | –      | 0     | 0      | 2     | 0      |
| Chicago Fire       | Ogólnie            | Ogólnie             | 67    | 39     | 5            | 4            | 0      | 0      | 1     | 0      | 73    | 43     |
| Ogólnie w karierze | Ogólnie w karierze | Ogólnie w karierze  | 319   | 197    | 39           | 29           | 38     | 12     | 2     | 0      | 398   | 238    |

### Reprezentacyjne
(aktualne na dzień 18 listopada 2020)
| Reprezentacja | Rok     | Mecze | Bramki |
| ------------- | ------- | ----- | ------ |
| Węgry         | 2013    | 2     | 1      |
| Węgry         | 2014    | 8     | 1      |
| Węgry         | 2015    | 6     | 1      |
| Węgry         | 2016    | 7     | 0      |
| Węgry         | 2017    | 2     | 2      |
| Węgry         | 2018    | 2     | 0      |
| Węgry         | 2020    | 8     | 2      |
| Węgry         | 2021    | 8     | 1      |
| Ogólnie       | Ogólnie | 43    | 8      |

| Mecze i gole w reprezentacji | Mecze i gole w reprezentacji | Mecze i gole w reprezentacji | Mecze i gole w reprezentacji | Mecze i gole w reprezentacji | Mecze i gole w reprezentacji | Mecze i gole w reprezentacji |
| Lp.                          | Data                         | Miejsce                      | Przeciwnik                   | Wynik                        | Gol                          | Rozgrywki                    |
| ---------------------------- | ---------------------------- | ---------------------------- | ---------------------------- | ---------------------------- | ---------------------------- | ---------------------------- |
| 1.                           | 11.10.2013                   | Amsterdam, Holandia          | Holandia                     | 1:8                          |                              | el. MŚ 2014                  |
| 2.                           | 15.10.2013                   | Budapeszt, Węgry             | Andora                       | 2:0                          | Gol                          | el. MŚ 2014                  |
| 3.                           | 05.03.2014                   | Győr, Węgry                  | Finlandia                    | 1:2                          |                              | towarzyski                   |
| 4.                           | 22.05.2014                   | Debreczyn, Węgry             | Dania                        | 2:2                          |                              | towarzyski                   |
| 5.                           | 07.06.2014                   | Węgry                        | Kazachstan                   | 3:0                          |                              | towarzyski                   |
| 6.                           | 07.09.2014                   | Budapeszt, Węgry             | Irlandia Północna            | 1:2                          |                              | el. ME 2016                  |
| 7.                           | 11.10.2014                   | Bukareszt, Rumunia           | Rumunia                      | 1:1                          |                              | el. ME 2016                  |
| 8.                           | 14.10.2014                   | Thorshavn, Wyspy Owcze       | Wyspy Owcze                  | 1:0                          |                              | el. ME 2016                  |
| 9.                           | 14.11.2014                   | Budapeszt, Węgry             | Finlandia                    | 1:0                          |                              | el. ME 2016                  |
| 10.                          | 18.11.2014                   | Budapeszt, Węgry             | Rosja                        | 1:2                          | Gol                          | towarzyski                   |
| 11.                          | 29.03.2015                   | Budapeszt, Węgry             | Grecja                       | 0:0                          |                              | el. ME 2016                  |
| 12.                          | 05.06.2015                   | Debreczyn, Węgry             | Litwa                        | 4:0                          | Gol                          | towarzyski                   |
| 13.                          | 13.06.2015                   | Helsinki, Finlandia          | Finlandia                    | 1:0                          |                              | el. ME 2016                  |
| 14.                          | 04.09.2015                   | Budapeszt, Węgry             | Rumunia                      | 0:0                          |                              | el. ME 2016                  |
| 15.                          | 08.10.2015                   | Budapeszt, Węgry             | Wyspy Owcze                  | 2:1                          |                              | el. ME 2016                  |
| 16.                          | 11.10.2015                   | Pireus, Grecja               | Grecja                       | 3:4                          |                              | el. ME 2016                  |
| 17.                          | 26.03.2016                   | Budapeszt, Węgry             | Chorwacja                    | 1:1                          |                              | towarzyski                   |
| 18.                          | 20.05.2016                   | Budapeszt, Węgry             | Wybrzeże Kości Słoniowej     | 0:0                          |                              | towarzyski                   |
| 19.                          | 18.06.2016                   | Marsylia, Francja            | Islandia                     | 1:1                          |                              | ME 2016                      |
| 20.                          | 26.06.2016                   | Tuluza, Francja              | Belgia                       | 0:4                          |                              | ME 2016                      |
| 21.                          | 06.09.2016                   | Thorshavn, Wyspy Owcze       | Wyspy Owcze                  | 0:0                          |                              | el. MŚ 2018                  |
| 22.                          | 07.10.2016                   | Budapeszt, Węgry             | Szwajcaria                   | 2:3                          |                              | el. MŚ 2018                  |
| 23.                          | 10.10.2016                   | Ryga, Łotwa                  | Łotwa                        | 2:0                          |                              | el. MŚ 2018                  |

## Sukcesy

### Videoton
- Mistrzostwo Węgier: 2010/2011, 2014/2015
- Puchar Ligi Węgierskiej: 2011/2012
- Superpuchar Węgier: 2011, 2012

### Legia Warszawa
- Mistrzostwo Polski: 2015/2016, 2016/2017
- Puchar Polski: 2015/2016

### Indywidualne
- Król strzelców Nemzeti Bajnokság I: 2009/2010 (18 goli), 2013/2014 (18 goli)[d], 2014/2015 (21 goli)
- Król strzelców Ekstraklasy: 2015/2016 (28 goli)
- Król strzelców Pucharu Polski: 2015/2016 (6 goli)[29]
- Król strzelców Major League Soccer: 2017 (24 gole)
- Napastnik sezonu Ekstraklasy: 2015/2016
- Piłkarz sezonu Ekstraklasy: 2015/2016
- Piłkarz miesiąca Ekstraklasy: sierpień 2015[30], wrzesień 2015, październik 2015[31]
- Ligowiec roku w Plebiscycie Piłki Nożnej: 2015[32]
- Jedenastka roku Ekstraklasy w plebiscycie Polskiego Związku Piłkarzy: 2016[33]

### Rekordy
- Najskuteczniejszy węgierski zawodnik w historii Ekstraklasy, a także trzeci obcokrajowiec: 41 goli

## Życie prywatne
W czerwcu 2012 poślubił Nórę Csécs, z którą ma dwoje dzieci: córkę Tijanę oraz syna Marko. Posiada podwójne obywatelstwo: węgierskie (od stycznia 2011) i serbskie. Ma starszego brata Vukana (ur. 27 lipca 1986), który również został piłkarzem.